# World Games 2022/Sportakrobatik
Bei den World Games 2022 in Birmingham, Alabama, fanden vom 15. bis 17. Juli insgesamt fünf Wettbewerbe in der Sportakrobatik statt, davon je einer bei den Männern und bei den Frauen sowie einer im Mixed. Austragungsort war die Legacy Arena im Birmingham-Jefferson Convention Complex.

## Bilanz

### Medaillenspiegel
| Platz  | Land               | Gold | Silber | Bronze | Gesamt |
| ------ | ------------------ | ---- | ------ | ------ | ------ |
| 1      | Belgien            | 2    | 1      | —      | 3      |
| 2      | Ukraine            | 2    | —      | 2      | 4      |
| 3      | Großbritannien     | 1    | —      | —      | 1      |
| 4      | Portugal           | —    | 2      | —      | 2      |
| 5      | Vereinigte Staaten | —    | 1      | 1      | 2      |
| 6      | Deutschland        | —    | 1      | —      | 1      |
| 7      | Israel             | —    | —      | 1      | 1      |
| 7      | Kasachstan         | —    | —      | 1      | 1      |
| Gesamt | Gesamt             | 5    | 5      | 5      | 15     |

### Medaillengewinner
Männer
| Disziplin | Gold                                                                         | Silber                                                            | Bronze                                                          |
| --------- | ---------------------------------------------------------------------------- | ----------------------------------------------------------------- | --------------------------------------------------------------- |
| Paar      | UkraineBohdan Pohranytschnyj Danylo Stezjuk                                  | Vereinigte StaatenBraiden McDougall Angel Felix                   | KasachstanDanijel Dil Wadim Schuljar                            |
| Gruppe    | GroßbritannienBradley Gold Archie Goonesekera Finlay Gray Andrew Morris-Hunt | BelgienJonas Raus Viktor Vermeire Wannes Vlaeminck Simon de Wever | UkraineStanislaw Kukuruds Jurij Pusch Jurij Sawka Taras Jarusch |

Frauen
| Disziplin | Gold                                             | Silber                                                   | Bronze                                                           |
| --------- | ------------------------------------------------ | -------------------------------------------------------- | ---------------------------------------------------------------- |
| Paar      | UkraineWiktorija Koslowska Tajissija Martschenko | PortugalRita Teixeira Rita Ferreira                      | Vereinigte StaatenKatie Borcherding Cierra McKown                |
| Gruppe    | BelgienKim Bergmans Lise de Meyst Bo Hollebosch  | PortugalFrancisca Maia Beatriz Carneiro Barbara Sequeira | UkraineWiktorija Kunizka Oleksandra Maltschuk Daryna Pomjanowska |

Mixed
| Disziplin | Gold                               | Silber                                 | Bronze                           |
| --------- | ---------------------------------- | -------------------------------------- | -------------------------------- |
| Paar      | BelgienBram Röttger Helena Heijens | DeutschlandDaniel Blintsov Pia Schütze | IsraelMeron Weissman Adi Horwitz |